# Route nationale 174
Die Route nationale 174, kurz N 174 oder RN 174, ist eine französische Nationalstraße.
Die Nationalstraße wurde 1924 zwischen einer Straßenkreuzung mit der Nationalstraße 13 östlich von Carentan und der einer Straßenkreuzung mit der Nationalstraße 177 nördlich von Vire festgelegt. Sie geht auf die Route impériale 194 zurück. Ihre Länge betrug 64 Kilometer. 2006 wurde sie zwischen der Anschlussstelle 40 der A84 bei Guilberville und der N 177 abgestuft. Die restliche Trasse wurde von 2003 bis zum 19. Dezember 2012 durch eine ortsumgehende Schnellstraße ersetzt. Die parallel verlaufende alte Trasse durch die Orte wurde jeweils abgestuft. Zwischen der ehemaligen N 13 und Saint-Lô ist die Straße Teil der Voie de la Liberté.

## Streckenverlauf
| Position | höchste zulässige Gesamtgeschwindigkeit | Fahrbahnen | Typ                                      | Abschnitt          | Breitengrad | Längengrad |
| -------- | --------------------------------------- | ---------- | ---------------------------------------- | ------------------ | ----------- | ---------- |
| 1        | 110                                     | 2          | Beginn der Autobahn (T) mit Kreisverkehr | A 84               | 48.9784     | −0.9518    |
| 2        | 110                                     | 2          | Vollständige Anschlussstelle             | Guilberville       | 49.0488     | −1.0039    |
| 3        | 110                                     | 2          | Teil-Anschlußstelle                      | Torigni-sur-Vire   | 49.0745     | −1.0262    |
| 4        | 110                                     | 2          | Teil-Anschlußstelle                      | Villeneuve         | 49.0775     | −1.0295    |
| 5        | 110                                     | 2          | Teil-Anschlußstelle                      | Saint-Lô (süd)     | 49.0997     | −1.0670    |
| 6        | 110                                     | 2          | Teil-Anschlußstelle                      | Saint-Lô (süd)     | 49.0981     | −1.0843    |
| 7        | 110                                     | 2          | Vollständige Anschlussstelle             | Saint-Lô (west)    | 49.1012     | −1.1160    |
| 8        | 110                                     | 2          | Vollständige Anschlussstelle             | Saint-Gilles       | 49.1098     | −1.1345    |
| 9        | 110                                     | 2          | Vollständige Anschlussstelle             | Hebierévon         | 49.1354     | −1.1767    |
| 10       | 110                                     | 2          | Vollständige Anschlussstelle             | N174               | 49.1868     | −1.1368    |
| 11       | 110                                     | 2          | Vollständige Anschlussstelle             | Saint-Jean-de-Daye | 49.2196     | −1.1249    |
| 12       | 110                                     | 2          | Vollständige Anschlussstelle             |                    | 49.2567     | −1.1465    |
| 13       | 110                                     | 2          | Ende der Autobahn                        | N13                | 49.3030     | −1.1747    |